# Governors Island
Governors Island Manhattan (New York City) és Brooklyn között elterülő, 70 hektár nagyságú sziget, megközelítőleg 732 méterre délre fekszik Manhattantől, Manhattan közigazgatásához tartozik. A sziget 1776 óta katonai bázisként működött egészen 1965-ig, majd a parti őrség bázisa lett 1996-ig. Ezt követően több terv is született hasznosítására, területén két erőd építményét (Fort Jay és Castle Williams) és számos épületet is meghagytak. 2003-ban jelképes összegért a város megvásárolta, és 2005-ben nyílt meg a köz számára is. 2010 óta egyik épületében működik egy New York-i kikötői középiskola. 2022-es adatok szerint a szigetnek nincs állandó lakosa, ugyanakkor tervezik, hogy 10-20 fő számára ezt engedélyezik.
Brooklynból és Manhattanből is csak komppal érhető el. 2021-ig csak nyáron és csak nappal volt a nyilvánosság számára elérhető, azóta egész évben látogatható. 2018-as adatok szerint évente 800 000 látogatója volt, nyilvános, rekreációs célú parkjaiban különböző kulturális rendezvényeket is tartanak.

## Galéria

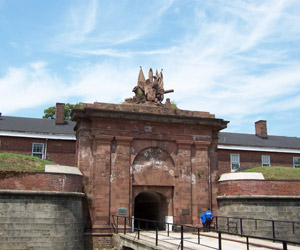
Fort Jay erőd bejárata
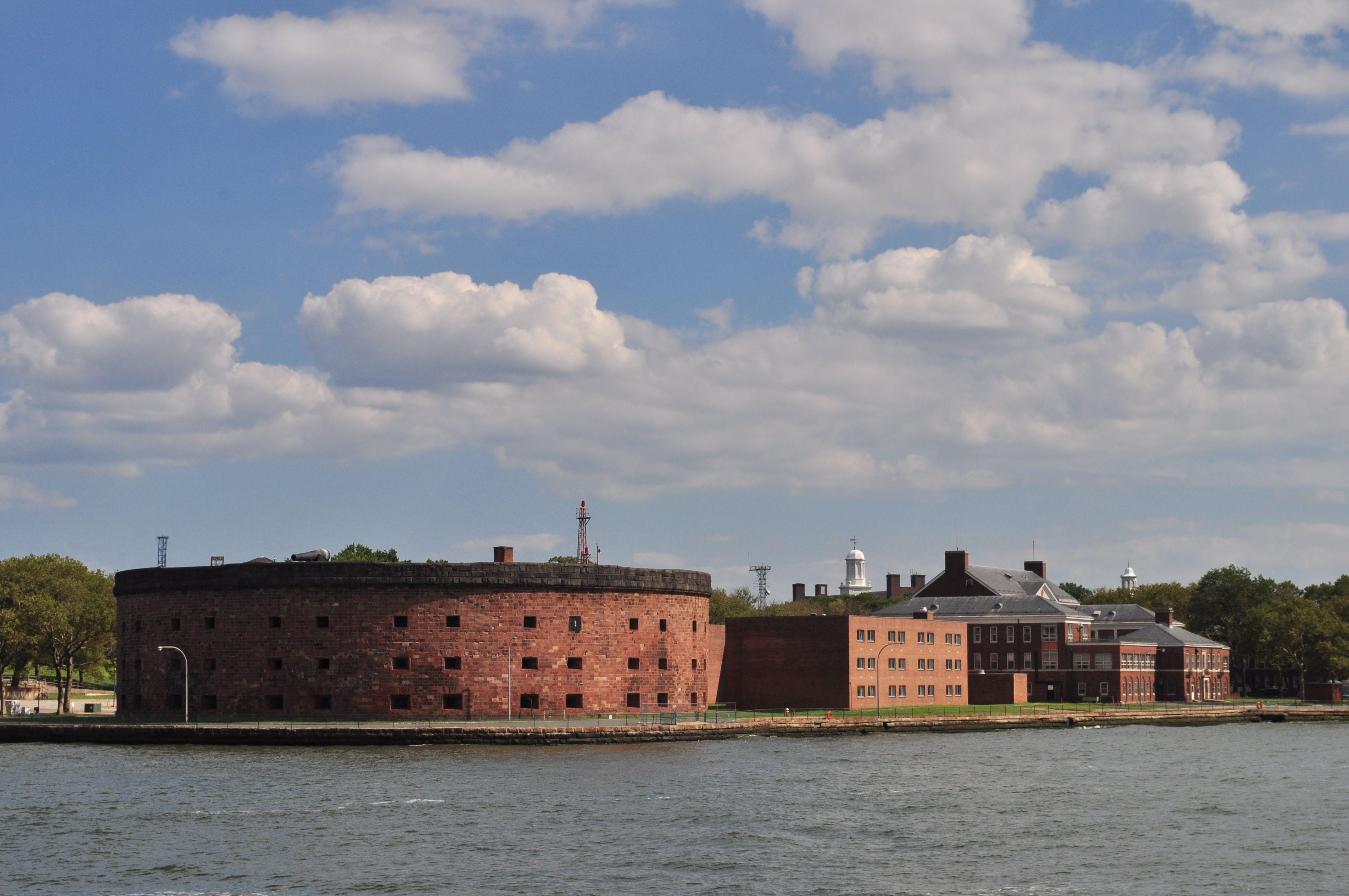
Castle Williams erőd

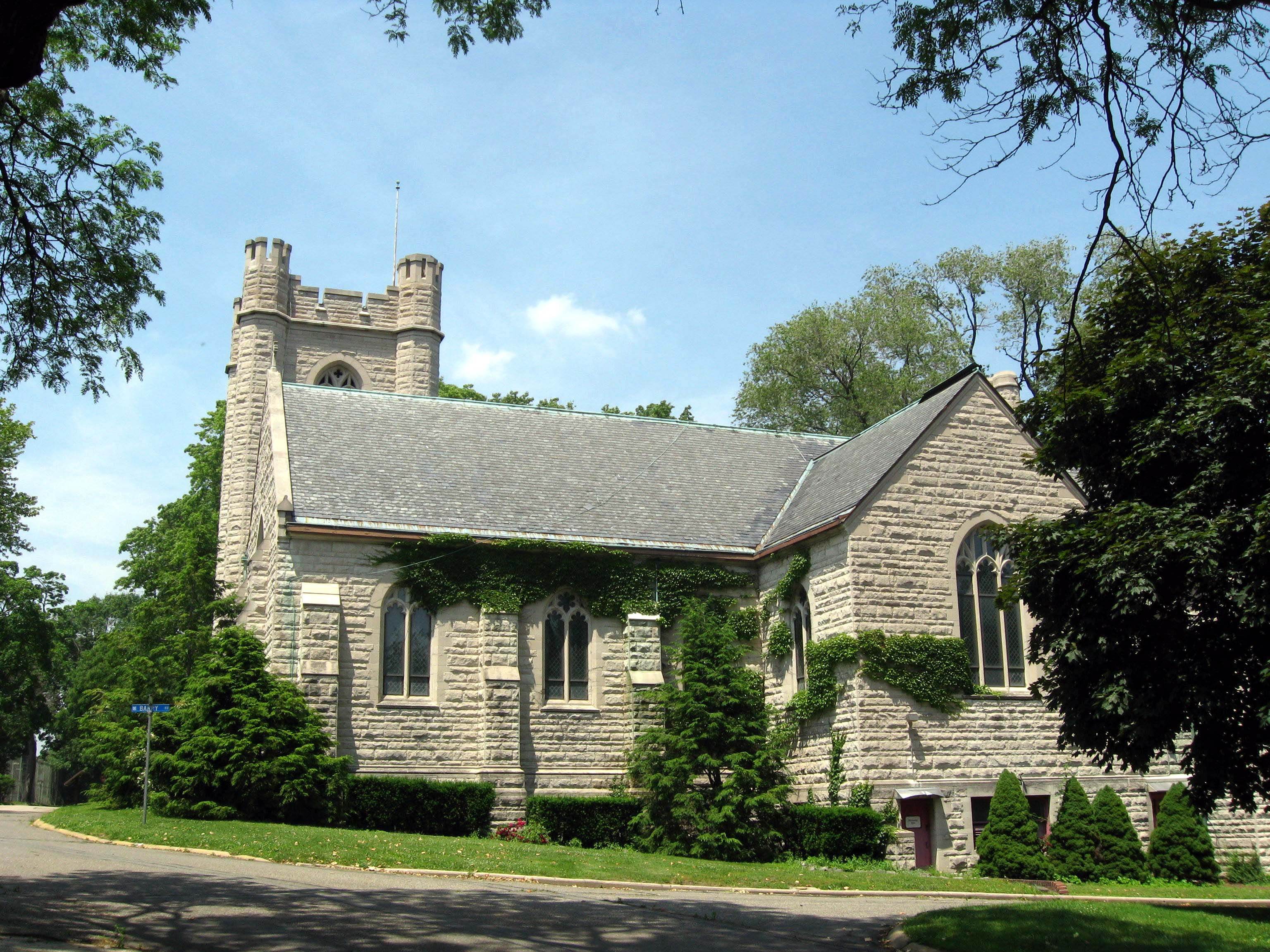
Az 1907-ben épült Szent Kornél kápolna 2008-ban
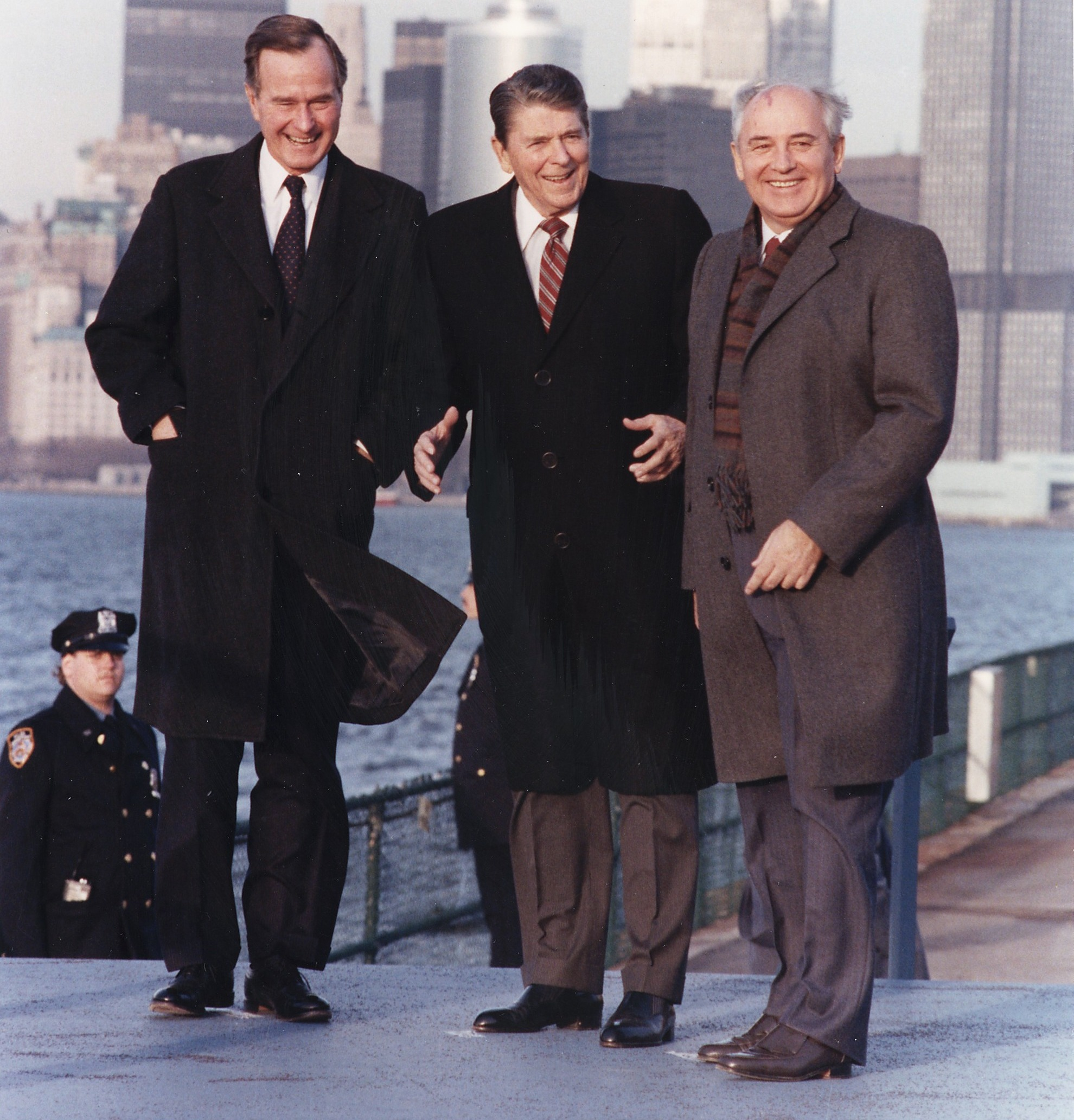
G. Bush, Ronald Reagan és  Mihail Gorbacsov találkozója 1988-ban

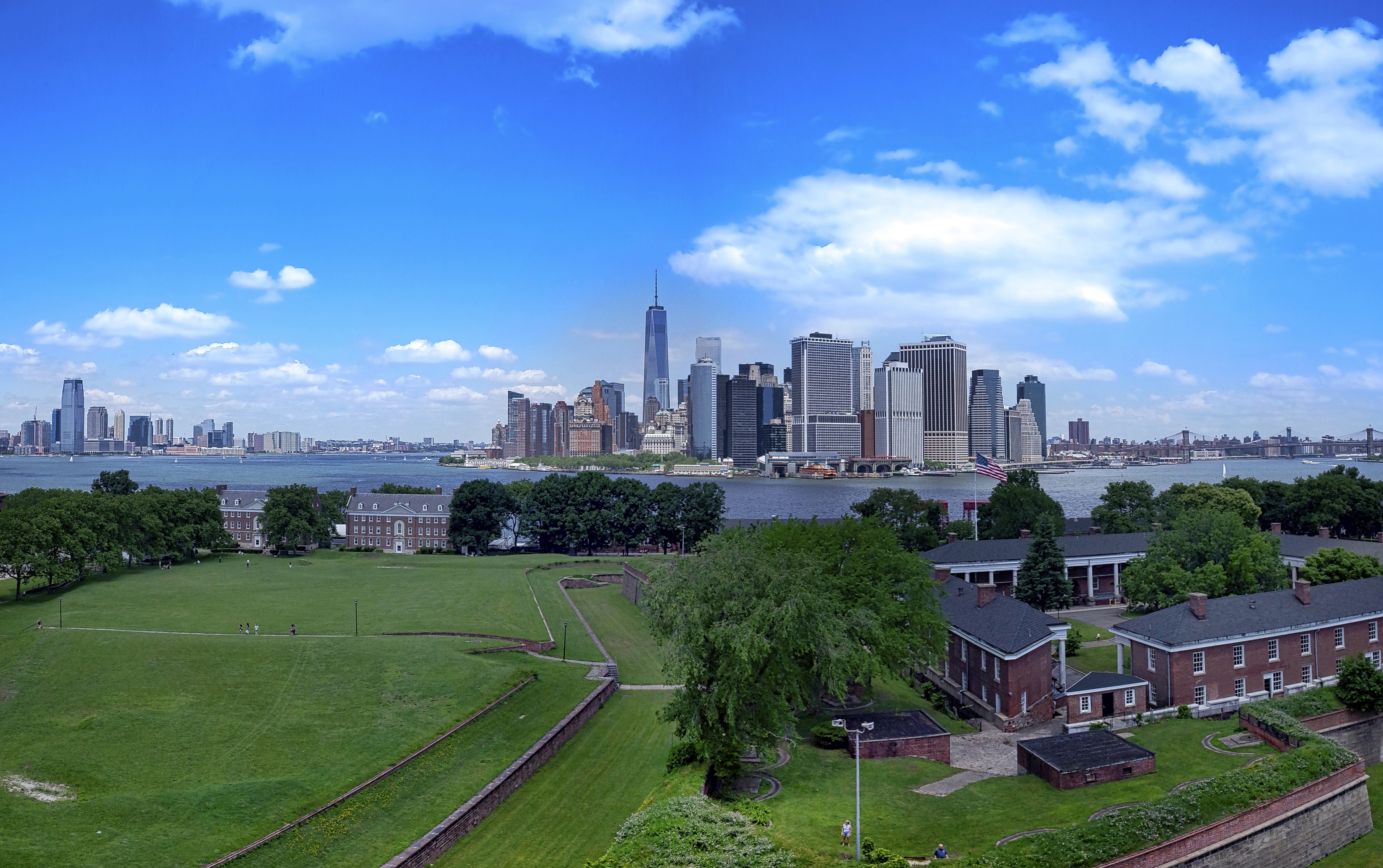
Fort Jay felől nézve Lower Manhattan látképe
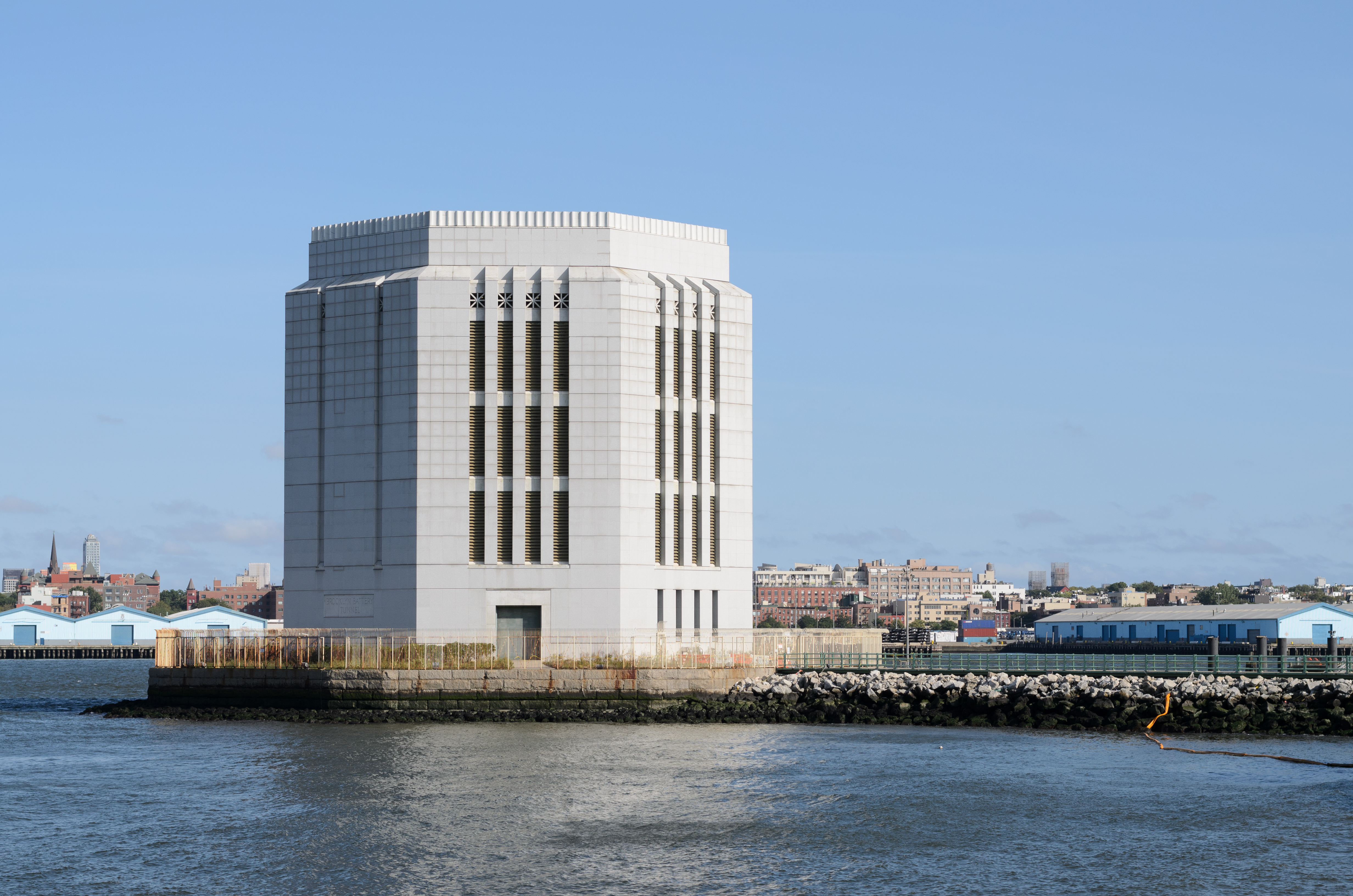
Brooklyn-Battery alagút szellőzőtornya a szigeten